# Influencija
Influencija, električna influencija (srednjovj. lat. influentia, od lat. influere: utjecati, prodirati), električna pobuda ili elektrostatička indukcija je pomicanje, razdvajanje i preraspodjela električnih naboja na vodljivom, izvorno neutralnome tijelu koje se nalazi u električnom polju. Ako se na primjer takvo tijelo stavi u blizinu pozitivno nabijena predmeta, dio tijela bliži predmetu postat će negativno, a udaljeniji dio pozitivno nabijen. Influencija se naziva i elektrostatska indukcija, a posljedica je djelovanja električne sile na električne naboje koje prenose slobodnopokretljivi (vodljivi) elektroni.

## Objašnjenje
Svaki električni vodič koji nije električan ima izvjesnu količinu pozitivnog i negativnog elektriciteta. U električnom polju nastane odjeljivanje elektriciteta na vodiču. Zbog gibanja elektrona javlja se na bližoj strani električnog tijela suprotan elektricitet, a na daljoj strani istoimeni elektricitet. Ta pojava da neko tijelo postane električno u blizini drugog električnog tijela zove se električna pobuda ili influencija, odnosno elektrostatička indukcija. Influencijom vodič može postati električan ako ga spojimo sa zemljom dok se još nalazi u električnom polju, pa tu vezu sa zemljom prekinemo prije nego što ga uklonimo iz električnog polja. Vodič onda ima protivan električni naboj od tijela koje ga je proizvelo. 
Pojava električne influencije iskorišćuje se za zaštitu od električnog polja. Ako na primjer imamo transformator visokog napona s visokonaponskom elektrodom, postavlja se u blizini čelična mreža koja privlači na sebe silnice električnog polja, koje se stvore oko nabijene elektrode, pa u prostoru iza zaštitne mreže nema utjecaja od toga električnog polja. 

## Elektroskop
Da bismo utvrdili da li je neko fizikalno tijelo električno ili nije, služi nam mjerni instrument koji se zove elektroskop. On se sastoji od metalnog štapa koji je izolirano smješten u staklenoj kućici. Na štapu vise dva lagana metalna listića od aluminija, a na gornjem kraju štapa nalazi se metalna kuglica. Podnožje elektroskopa je uvijek spojeno sa zemljom. Čim dotaknemo kuglice elektroskopa električnim tijelom, elektroskop se nabije, a listići se razmaknu jer se istoimeni električni naboji odbijaju. Spojimo li kuglicu elektroskopa sa zemljom, ili je dotaknemo rukom, listići će se naglo sklopiti jer je elektricitet odveden u zemlju. Približimo li elektroskopu, nabijenom pozitivnim elektricitetom, drugo tijelo koje je pozitivno nabijeno, povećat će se otklon listića. Taj se otklon smanji ako mu približimo negativno električno tijelo. Na taj način možemo pomoću elektroskopa odrediti predznak električnog naboja. Ako elektroskop ima skalu na kojoj se može mjeriti kut otklona, zove se elektrometar.

## Dielektrična polarizacija
Električna influencija zbiva se i u električnom izolatoru koji se zove dielektrik. Približimo li nabijenom elektroskopu izolator, listići elektroskopa će malo pasti, što se objašnjava električnom influencijom u dielektriku. Raznoimeni elektricitet bližeg kraja dielektrika privlači jedan dio električnog naboja koji se nalazi na elektroskopu, pa se naboj smanjuje na njegovim listićima. U dielektriku su svi elektroni nerazdvojno vezani s pozitivnim atomskim jezgrama, pa se u dielektricima pozitivni i negativni naboji mogu samo premještati jedan prema drugome. Najjednostavniji oblik neutralne molekule je dipol koji se sastoji od pozitivnog i negativnog naboja. Ako nema vanjskog električnog polja, ti su dipoli porazbacani bilo kako. Međutim, kad se dielektrik nalazi u električnom polju, na primjer između nabijenih ploča, dipoli se djelomično poređaju u smjeru toga polja, to jest pozitivni se naboji orijentiraju prema jednom kraju tijela, a negativni prema drugome. Dielektrik u kojem je izvršen poređaj dipola u smjeru električnog polja zove se polarizirani dielektrik, a sam poređaj dipola u dielektriku zove se dielektrična polarizacija. 